# Steven Kruijswijk
Steven Kruijswijk, né le 7 juin 1987 à Nuenen, dans la province du Brabant-Septentrional, est un coureur cycliste néerlandais, membre de l'équipe Jumbo-Visma. Spécialiste des courses par étapes, il a terminé dans le top 5 des trois grands tours et notamment troisième du Tour de France 2019.

## Biographie

### Jeunesse et carrière amateur
Steven Kruijswijk commence le cyclisme à l'âge de 15 ans, au club cycliste Trap met Lust, à Geldrop dans le Brabant-Septentrional. En 2005, pour sa dernière année junior, il rejoint l'équipe Westland Wil Vooruit. Il est troisième du championnat des Pays-Bas sur route junior.
En 2006, Steven Kruijswijk intègre l'équipe continentale néerlandaise Van Vliet-EBH-Advocaten. En 2007, il est recruté par Rabobank Continental, réserve de l'équipe ProTour Rabobank. Durant cette saison, il est notamment neuvième du Tour de Thuringe, troisième de la première étape du Tour de l'Avenir 2007, et participe à la course en ligne espoirs des championnats du monde. En 2008, il est opéré à cause d'un rétrécissement de l'artère fémorale, et ne peut courir pendant plusieurs mois. L'année suivante, il devient champion des Pays-Bas espoirs, et se classe notamment deuxième du Tour de Thuringe, quatrième de l'Internationale Wielertrofee Jong Maar Moedig, huitième du Tour d'Irlande, dixième de la Semaine cycliste lombarde. Avec l'équipe des Pays-Bas des moins de 23 ans, il termine sixième du contre-la-montre des championnats d'Europe et douzième du contre-la-montre des championnats du monde. En août, l'équipe Rabobank lui fait signer son premier contrat professionnel, pour les saisons 2010 et 2011.

### Carrière professionnelle

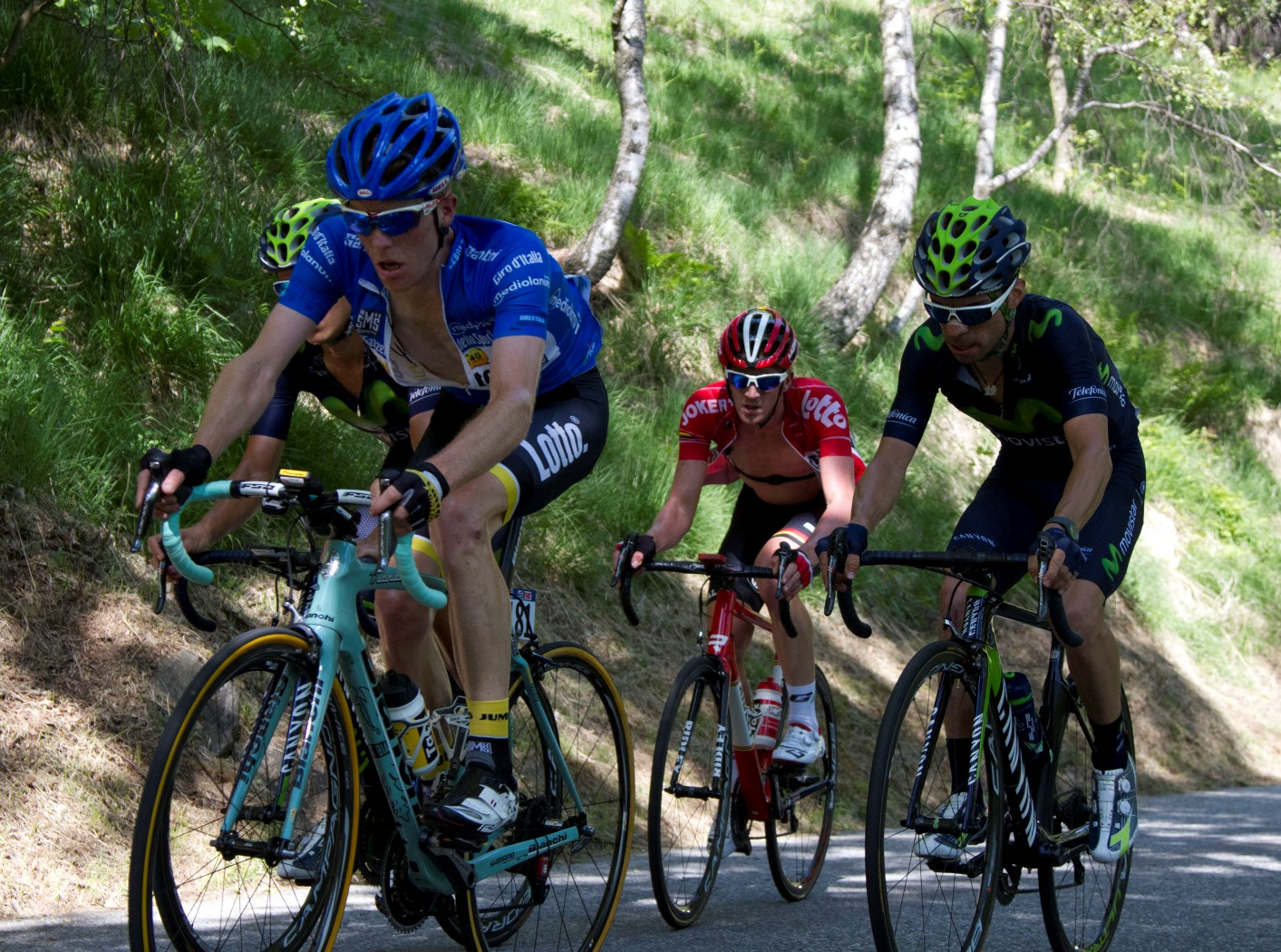
Kruijswijk (gauche), portant le maillot bleu de leader du classement de la montagne sur le Tour d'Italie 2015.

Après s'être classé 13e du Tour de Murcie en début de saison, Steven Kruijswijk participe à son premier grand tour, le Tour d'Italie 2010, où il remplace Óscar Freire. Il termine 18e du classement général, après avoir obtenu la troisième place de la 17e étape à Peio Terme. Il prend en août la huitième place du Tour de Burgos et participe en fin de saison à la course en ligne des championnats du monde, entre Melbourne et Geelong en Australie. Il se classe 91e de cette course.
En 2011, il participe à nouveau au Giro. Il porte le maillot de meilleur jeune en début de course puis termine l'épreuve à la 8e position,. Ses meilleurs résultats se font lors de la troisième semaine de la course. Le 11 juin, il participe au Tour de Suisse et remporte l'étape reine en devançant Levi Leipheimer et Damiano Cunego. C'est sa première victoire chez les professionnels. Il termine troisième de ce Tour de Suisse, derrière Leipheimer et Cunego. En septembre, il est 41e du Tour d'Espagne, puis fait partie de l'équipe des Pays-Bas aux championnats du monde sur route, à Copenhague. Il prend la 89e place de la course en ligne.
En 2012, il est huitième du Tour de Suisse, puis participe pour la première fois au Tour de France. Il le termine à la 33e place. En septembre 2013, il doit subir une opération de l'artère fémorale, afin de soigner une anomalie susceptible d'expliquer ses résultats décevants durant l'année écoulée. Il renonce à disputer le Tour d'Espagne,.
Sur le Tour d'Italie 2014, Kruijswijk, comme de nombreux autres coureurs, chute dans les derniers kilomètres de la sixième étape. Il continue la course malgré le diagnostic d'une fracture à une épaule. Cependant, souffrant trop de ces blessures, il abandonne lors de la neuvième étape. Présent au Tour de France, il est quinzième au sein d'une équipe où Laurens ten Dam et Bauke Mollema sont respectivement neuvième et dixième. Il gagne ensuite l'Arctic Race of Norway, une course lors de laquelle il endosse pour la première fois de sa carrière un maillot de leader. Il est sélectionné pour la course en ligne des championnats du monde.

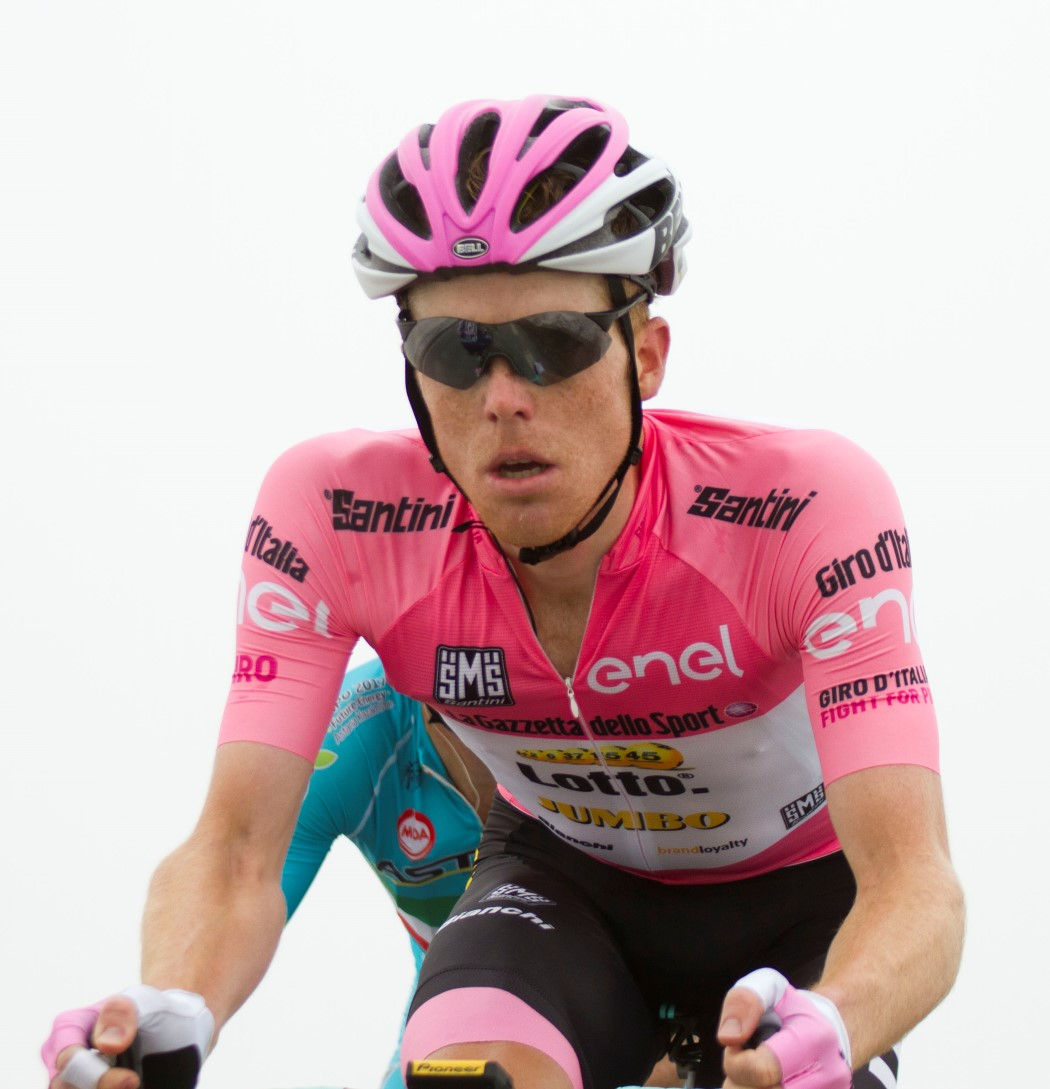
Kruijswijk avec le maillot rose sur le Tour d'Italie 2016.

En 2015, Kruijswijk est leader de l'équipe Lotto NL-Jumbo sur le Tour d'Italie. Comme lors de ses précédents Grands Tours, il déçoit sur les premiers jours et perd du temps avant même l'arrivée de la montagne. Il pointe ainsi à 10 minutes du maillot rose Alberto Contador au matin de la 8e étape lors de laquelle il prend part à l'échappée et y réalise un bon bout en solitaire. Dans la montée finale vers Campitello Matese, il attaque et distance Carlos Betancur et Kristof Vandewalle pour continuer seul. Néanmoins, il s'écrase dans les passages le plus durs et est repris par Beñat Intxausti à 4 kilomètres sans pouvoir suivre. Le lendemain, il est de nouveau à l'attaque mais échoue en terminant à la seconde place, à 21 secondes de Paolo Tiralongo sur un parcours vallonné. Il fait de nouveau parti de l'échappée de la 11e étape mais ne peut pas suivre Ilnur Zakarin qui s'en va s'imposer. Il aborde la fin de ce Giro à la 23e place du classement général à plus de 10 minutes du maillot rose mais à seulement 18 points du maillot bleu de meilleur grimpeur qui devient son objectif. Kruijswijk réalise une grande troisième semaine qu'il débute par une étonnante 5e place sur le long contre-la-montre de Valdobbiadene. Le lendemain, il termine de nouveau 5e à Madonna di Campiglio en accompagnant les meilleurs, terminant à 38 secondes de Mikel Landa. Le jour suivant, il confirme cette grande forme lors de l'étape reine qui mène vers Aprica. Dans une journée mouvementée, il est avec les meilleurs dans le Mortirolo et est même quelques instants échappé. Il réalise une grande partie de la montée en tête et passe premier au sommet, seulement accompagné par le maillot rose Contador et par Landa. Il relaie par la suite Contador sur la route d'Aprica pour l'aider à distancer Fabio Aru en récompense de quoi le maillot rose ne lui disputera pas l'étape. Kruijswijk ne peut cependant pas suivre Landa dans le final et termine une nouvelle fois second mais intègre le top 10 et revêt le maillot bleu. Il le perd lors de la 19e étape au profit de Giovanni Visconti mais confirme sa place au général en terminant encore avec les meilleurs, à la 5e place à Cervinia. Pour la 20e étape, Kruijswijk vise la reconquête de son maillot bleu. Au pied du Colle delle Finestre, seul Zakarin subsiste devant le peloton. Visconti est lâché tôt dans l'ascension et par la suite le Néerlandais fait lui-même le train pour se débarrasser de Beñat Intxausti. Il y parvient et doit ensuite passer au minimum 3e au sommet pour s'assurer le maillot bleu. Cependant, il ne peut suivre dans la fin du col les attaques de Mikel Landa et Ryder Hesjedal, ne passant ainsi que 6e au sommet. Il termine finalement 5e de l'étape ce qui lui permet de se classer 7e au classement général, son meilleur résultat sur un Grand Tour. Il termine 3e du classement de la montagne, à 10 points de Giovanni Visconti. Cette fin de Tour d'Italie lui permet de nourrir des espoirs pour l'avenir. En effet, à partir du contre-la-montre de la 14e étape, Kruijswijk se classe 2e parmi tous les leaders, à 54 secondes de Contador. En juillet, il profite de sa forme sur le Tour de France, où il aide son coéquipier Robert Gesink à terminer à la 6e place du général. Il s'est également montré actif sur les étapes de montagne en partant dans les échappées, mais sans pouvoir décrocher de victoire.
En 2016, il participe au Tour d'Italie qu'il aborde comme chef de file de son équipe. Après une première semaine où il évite les pièges et reste parmi les meilleurs, il réalise un bon contre-la-montre à Greve in Chianti à l'occasion de la 9e étape ce qui lui permet d'aborder la haute-montagne dans le même temps que les grands favoris. Lors de la 14e étape il passe à l'attaque dans l'ascension de Valparola et n'est suivi que par Esteban Chaves. Le Colombien remporte l'étape mais Kruijswijk prend le maillot rose avec 41 secondes d'avance sur Vincenzo Nibali. Le lendemain, le Néerlandais assoit sa domination sur le contre-la-montre se déroulant sur les pentes de l'Alpe di Siusi. Là encore, la victoire d'étape lui échappe pour quelques dixièmes de secondes face à un surprenant Alexander Foliforov mais la défaillance de Nibali et les performances des autres leaders lui permettent d'avoir désormais plus de 2 minutes sur son dauphin Chaves. Son avance atteint même 3 minutes à la suite de la 16e étape qu'il termine pour la troisième fois consécutive à la seconde place derrière Alejandro Valverde. Bien parti pour remporter le classement final, Kruijswijk perd tout lors de la 19e étape. Répondant parfaitement aux attaques lors de l'ascension du Col Agnel, il est aux côtés de Chaves et Nibali au sommet mais dans les premiers virages de la descente il commet une erreur de trajectoire et vient percuter violemment un mur de neige. Quelque peu blessé, il repart malgré des soucis mécaniques et se retrouve esseulé pour le reste de la descente. Pointé à 55 secondes de ses principaux adversaires, il perd du temps dans la vallée malgré l'aide trouvée auprès de Carlos Verona et Bob Jungels. Nibali et Chaves profitent quant à eux du travail d'équipiers présents dans l'échappée avec Michele Scarponi et Ruben Plaza. Au pied de la montée finale qui emmène les coureurs à Risoul, Kruijswijk compte 2 minutes de retard. Usé et blessé, il perd encore du temps dans l'ascension et termine à 4 minutes 54 de Nibali ce qui le place 3e du classement général à 1 minute 5 de l'Italien. Touché physiquement avec une légère fracture aux côtes, il perd sa place sur le podium le lendemain au profit de Valverde dans le col de la Lombarde. Il termine finalement 4e de ce Tour d'Italie. Présent sur le Tour d'Espagne pour y viser le classement général, il subit une chute au cours de la cinquième étape. Atteint d'une fracture de la clavicule gauche, il ne repart pas le lendemain.
Il a alors pour objectif de remporter la 100e édition du Tour d'Italie en 2017, après avoir raté de peu la victoire en 2016. Son meilleur résultat avant le Giro est une septième place au général du Tour de Catalogne. Cependant, lors du Giro, il n'a pas la même forme que l'année précédente et abandonne la course dans les derniers jours pour cause de maladie. Il récupère rapidement et prend part au Tour de Suisse, où il monte sur le podium avec sa troisième place du général. Il cherche à se racheter sur le Tour d'Espagne où il est leader de la Lotto NL-Jumbo. Cependant, il ne parvient pas à suivre les meilleurs et il n'entre dans le top 10 que lors des derniers jours, grâce notamment à une 7e place à l'arrivée de l'Angliru. Il se classe finalement neuvième du classement général de la course.
En 2018, son objectif est le Tour de France où il sera co-leader avec Primož Roglič. Lors de ses courses de préparation, il est sixième du Tour de Romandie, ainsi que huitième du Tour de Catalogne et du Tour de Suisse. Lors du Tour de France, il est bien placé et ne perd du temps que sur le contre-la-montre par équipe de la troisième étape. Lorsque la course arrive dans les montagnes, il attaque lors de la douzième étape 12 et fait partie de l'échappée. Il attaque ensuite en solitaire alors qu'il reste 80 kilomètres à parcourir. Il se fait reprendre à 5 kilomètres de l'arrivée située au sommet de l'Alpe d'Huez et conserve une place dans le top dix de l'étape. Lors de la dernière semaine, il reste au contact des meilleurs et après un bon contre-la-montre individuel lors de la 20e étape, il termine finalement 5e au général, juste derrière son coéquipier Primož Roglič. Une semaine après la fin du Tour, il se classe neuvième de la Classique de Saint-Sébastien entouré de ses coéquipiers Robert Gesink et Antwan Tolhoek respectivement 8e et 10e. Co-leader du Tour d'Espagne, aux côtés de George Bennett, il devient leader unique dès la fin de la première semaine. Il entre dans le top 5 du général après la 14e étape où il a attaqué dans la montée finale de Les Praeres de Nava. Trois jours plus tard, il se classe quatrième du contre-la-montre individuel, remontant à la troisième place du général. Le lendemain, cependant, il connait une mauvaise journée dans la montée raide du Balcón de Bizkaia et descend à la cinquième place du général. Lors de l'avant-dernière étape, Kruijswijk est de nouveau entré dans le top 3 en terminant troisième  de la 19e étape. Il perd cette place lors de la veille de l'arrivée, où il est distancé par les trois premiers du général et termine finalement à la quatrième place du général, à 50 secondes du troisième Miguel Ángel López.
En début de saison 2019, il se classe troisième du Tour d'Andalousie, puis cinquième du Tour de Catalogne et sixième du Tour de Romandie. Il participe au Tour de France et remporte la deuxième étape, un contre-la-montre par équipes, avec son équipe Jumbo-Visma. Longtemps troisième du classement général derrière Julian Alaphilippe et Geraint Thomas, il passe quatrième lorsque le futur vainqueur Egan Bernal atteint la deuxième place à trois jours de l'arrivée. Kruijswijk retrouve sa place sur le podium lors de l'avant-dernière étape et la conserve jusqu'à Paris, signant son premier podium sur un grand tour.

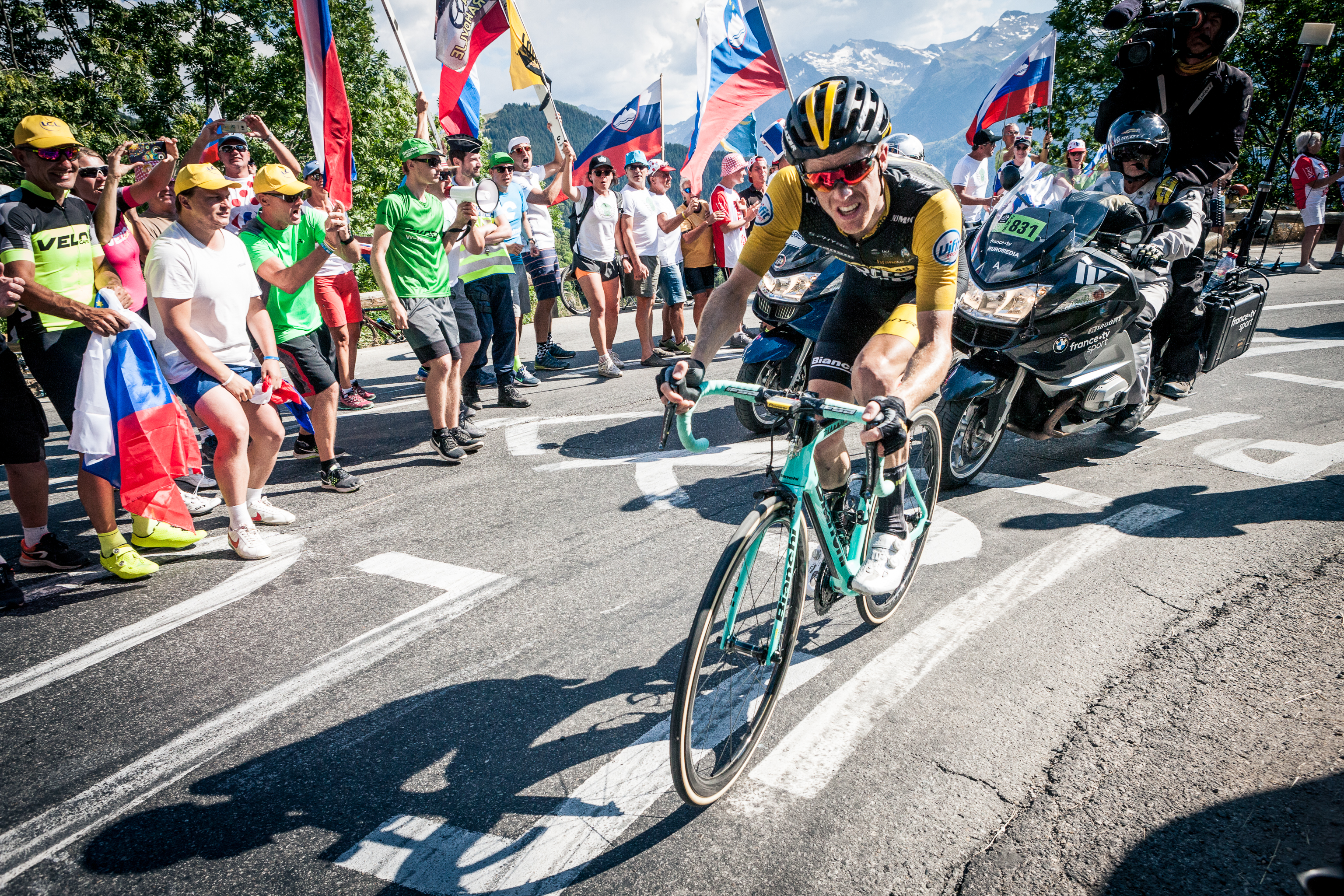
Kruijswijk durant le Tour de France 2018.

En 2020, après une quatrième place sur le Tour de l'Ain, il est victime d'une chute sur le Critérium du Dauphiné qui l'oblige à déclarer forfait pour le Tour de France. De retour en forme, il reporte ses ambitions sur le Tour d'Italie disputé en octobre. Néanmoins, lors de la première journée de repos, il est testé positif au SARS-CoV-2 ce qui entraîne son retrait de la course et la fin de sa saison. À la suite de ce contrôle, l'équipe Jumbo-Visma décide de se retirer du Giro.
L'année suivante, il prend à nouveau le départ du Tour de France, mais est contraint d'abandonner lors de la 17e étape. En 2022, il est à nouveau au départ de la Grande Boucle, il épaule son coéquipier leader du classement général, Jonas Vingegaard. Il abandonne à la suite d'une chute au cours de la 15e étape.
En mai 2023, Jumbo-Visma annonce l'extension de son contrat jusqu'en fin d'année 2025. Présent en juin sur le Critérium du Dauphiné en préparation du Tour de France pour lequel sa sélection est pressentie, il chute lors de la deuxième étape. Atteint de fractures au bassin et à la clavicule droite, il est contraint à l'abandon.

## Style et caractéristiques
La morphologie de Steven Kruijswijk le fait surnommer « le cintre ». Ses caractéristiques sont celles d'un grimpeur. Dans les grands tours, son endurance l'amène à être performant dans la troisième semaine de course.
Dans le peloton, il est ami avec son compatriote Robert Gesink.

## Palmarès et résultats

### Palmarès amateur
| - 2005 - 4e étape de l'Acht van Bladel - 2e de l'Acht van Bladel - 3e du Trophée des Ardennes flamandes - 3e du championnat des Pays-Bas du contre-la-montre juniors - 2006 - 2e du Grand Prix Gerrie Knetemann | - 2007 - Prologue du Tour Alsace (contre-la-montre par équipes) - 2009 - Champion des Pays-Bas sur route espoirs - 2e du Tour de Thuringe - 2e du championnat des Pays-Bas du contre-la-montre espoirs - 6e du championnat d'Europe du contre-la-montre espoirs |  |

### Palmarès professionnel
- 2011
  - 6e étape du Tour de Suisse
  - 3e du Tour de Suisse
  - 8e du Tour d'Italie[n 2],[5]
- 2012
  - 8e du Tour de Suisse
- 2014
  - Classement général de l'Arctic Race of Norway
- 2015
  - 7e du Tour d'Italie
- 2016
  - 4e du Tour d'Italie
- 2017
  - 3e du Tour de Suisse
  - 7e du Tour de Catalogne
  - 9e du Tour d'Espagne
- 2018
  - 4e du Tour d'Espagne
  - 5e du Tour de France
  - 6e du Tour de Romandie
  - 8e du Tour de Catalogne
  - 8e du Tour de Suisse
  - 9e de la Classique de Saint-Sébastien
- 2019
  - 2e étape du Tour de France (contre-la-montre par équipes)
  - 3e du Tour de France
  - 3e du Tour d'Andalousie
  - 5e du Tour de Catalogne
  - 6e du Tour de Romandie
- 2022
  - 7e du Tour de Romandie

### Résultats sur les grands tours

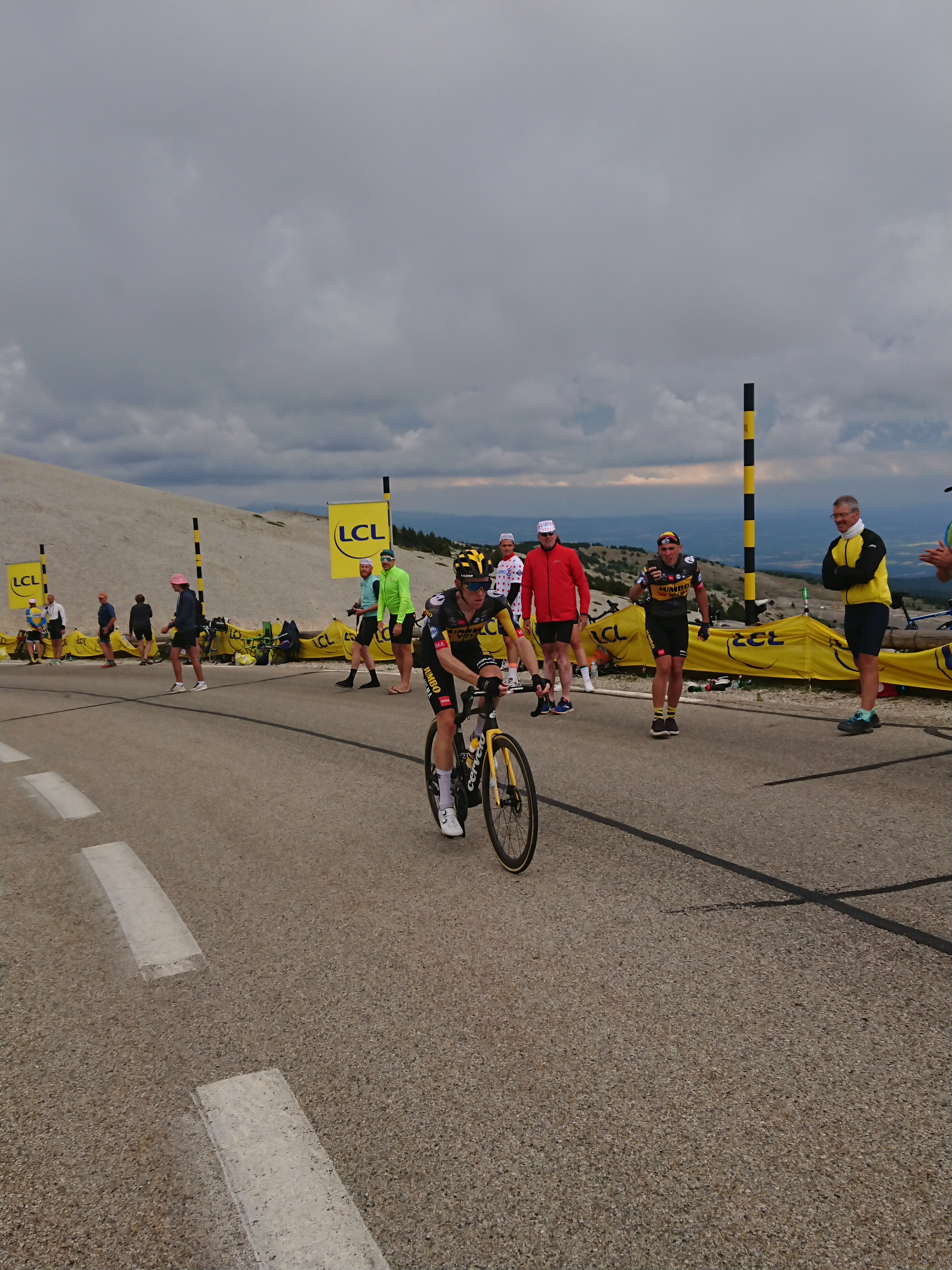
Steven Kruijswijk au Mont Ventoux lors du Tour de France 2021.

#### Tour de France
7 participations
- 2012 : 33e
- 2014 : 15e
- 2015 : 21e
- 2018 : 5e
- 2019 : 3e, vainqueur de la 2e étape (contre-la-montre par équipes)
- 2021 : abandon (17e étape)
- 2022 : abandon (15e étape)

#### Tour d'Italie
9 participations
- 2010 : 18e
- 2011 : 8e[n 1],[5]
- 2013 : 26e
- 2014 : abandon (9e étape)
- 2015 : 7e
- 2016 : 4e,  maillot rose pendant 5 jours
- 2017 : non-partant (20e étape)
- 2020 : non-partant (10e étape)
- 2025 : 37e

#### Tour d'Espagne
7 participations
- 2011 : 41e
- 2016 : non-partant (6e étape)
- 2017 : 9e
- 2018 : 4e
- 2019 : abandon (4e étape)
- 2021 : 12e
- 2024 : 19e

### Classements mondiaux
| Année                                 | 2009 | 2010 | 2011 | 2012 | 2013 | 2014 | 2015 | 2016 | 2017 | 2018 | 2019 | 2020 | 2021 | 2022 | 2023  | 2024 |
| ------------------------------------- | ---- | ---- | ---- | ---- | ---- | ---- | ---- | ---- | ---- | ---- | ---- | ---- | ---- | ---- | ----- | ---- |
| Calendrier mondial                    | nc   | 164e |      |      |      |      |      |      |      |      |      |      |      |      |       |      |
| UCI World Tour                        |      |      | 33e  | 122e | nc   | 117e | 55e  | 40e  | 64e  | 20e  |      |      |      |      |       |      |
| Classement mondial                    |      |      |      |      |      |      |      | 75e  | 78e  | 28e  | 43e  | 591e | 256e | 350e | 2043e | 911e |
| UCI Europe Tour                       | 205e |      |      |      |      |      |      | 683e | 500e | 645e | 33e  | 481e | 218e | 280e | nc    | nc   |
| UCI America Tour                      | nc   |      |      |      |      |      |      | 355e | nc   | nc   |      |      |      |      |       |      |
|                                       |      |      |      |      |      |      |      |      |      |      |      |      |      |      |       |      |
| Légende : nc = non classéSource : UCI |      |      |      |      |      |      |      |      |      |      |      |      |      |      |       |      |